# Contradas de Siena
Una contrada (italiano: contrada) es un distrito, o una división, dentro de una ciudad italiana. Las más conocidas son las 17 contradas de Siena que participan en la carrera del Palio di Siena. Cada cual recibe su nombre de un animal o un símbolo y cada cual una historia y escudo de armas propio.

## Historia

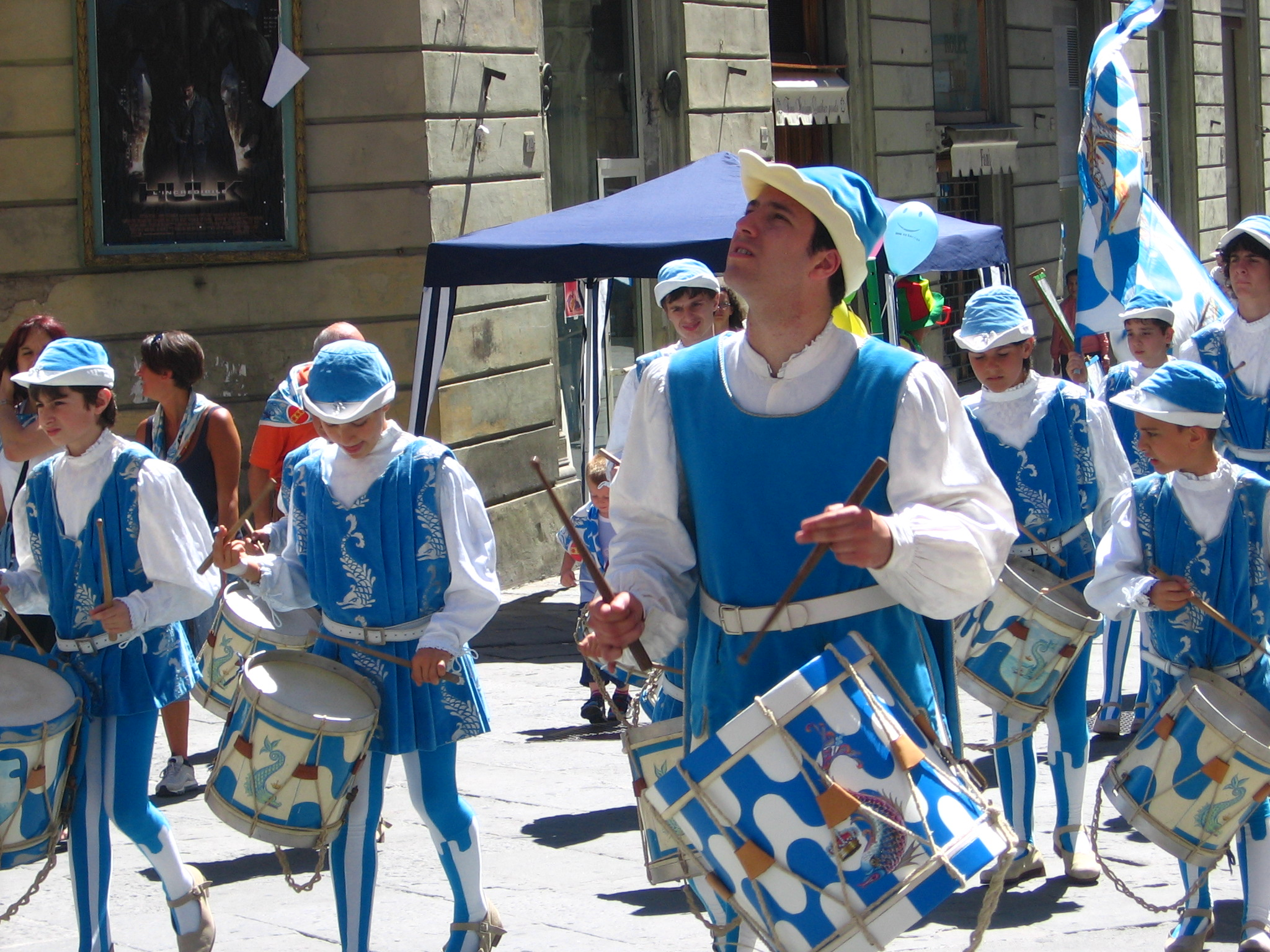
En el verano, cuando se prepara el Palio, es normal que se use el vestuario tradicional de cada una de las contradas en el desfile del Corteo Storico.

Estos distritos se fundaron en la Edad Media para suministrar a las compañías militares mercenarias que estuvieron contratadas para defender Siena cuando luchaba para independizarse de Florencia y otras ciudades-estado cercanas. Cuando Siena se independizó, las contradas perdieron sus funciones administrativas y militares y se convirtieron en áreas de orgullo cívico de los residentes y patriotismo para defender a los habitantes de cada zona de la ciudad. Sus funciones se habían ampliado, de modo que cada acontecimiento importante– bautismos, muertes, matrimonios, vacaciones, victorias en el Palio, incluso vino o festivales gastronómicos– se celebraban sólo dentro de una contrada.
Cada contrada tiene su propio museo, fuente y pila bautismal, lema, contrada aliada (la contrada de la Oca no tiene aliados) y contrada rival, típicamente un vecino (Bruco, Drago, Giraffa y Selva, no tienen adversarios).

## Contradas Abolidas
Originalmente había 59 contradas, pero la consolidación sobre los siglos las redujo a 17 actualmente. Durante el siglo XVII algunas contradas iban perdiendo importancia hasta su abolición, la cual tuvo lugar oficialmente en 1729. Estos distritos eran Gallo (Gallo), Leone (León), Orso (Oso), Quercia (Roble), Spadaforte (Espada Fuerte) y Vipera (Víbora).

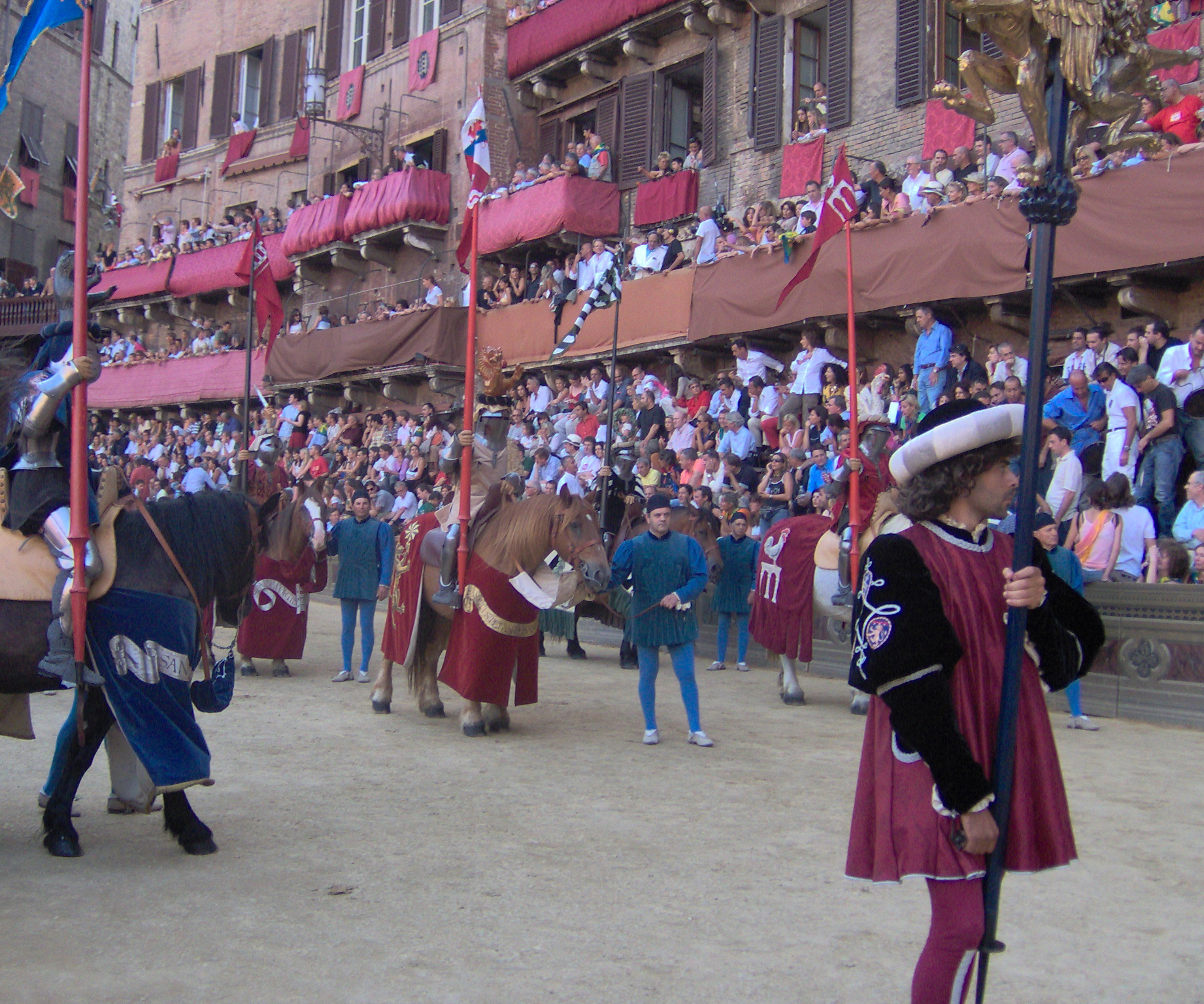
El desfile del Corteo Storico en memoria de las contradas abolidas

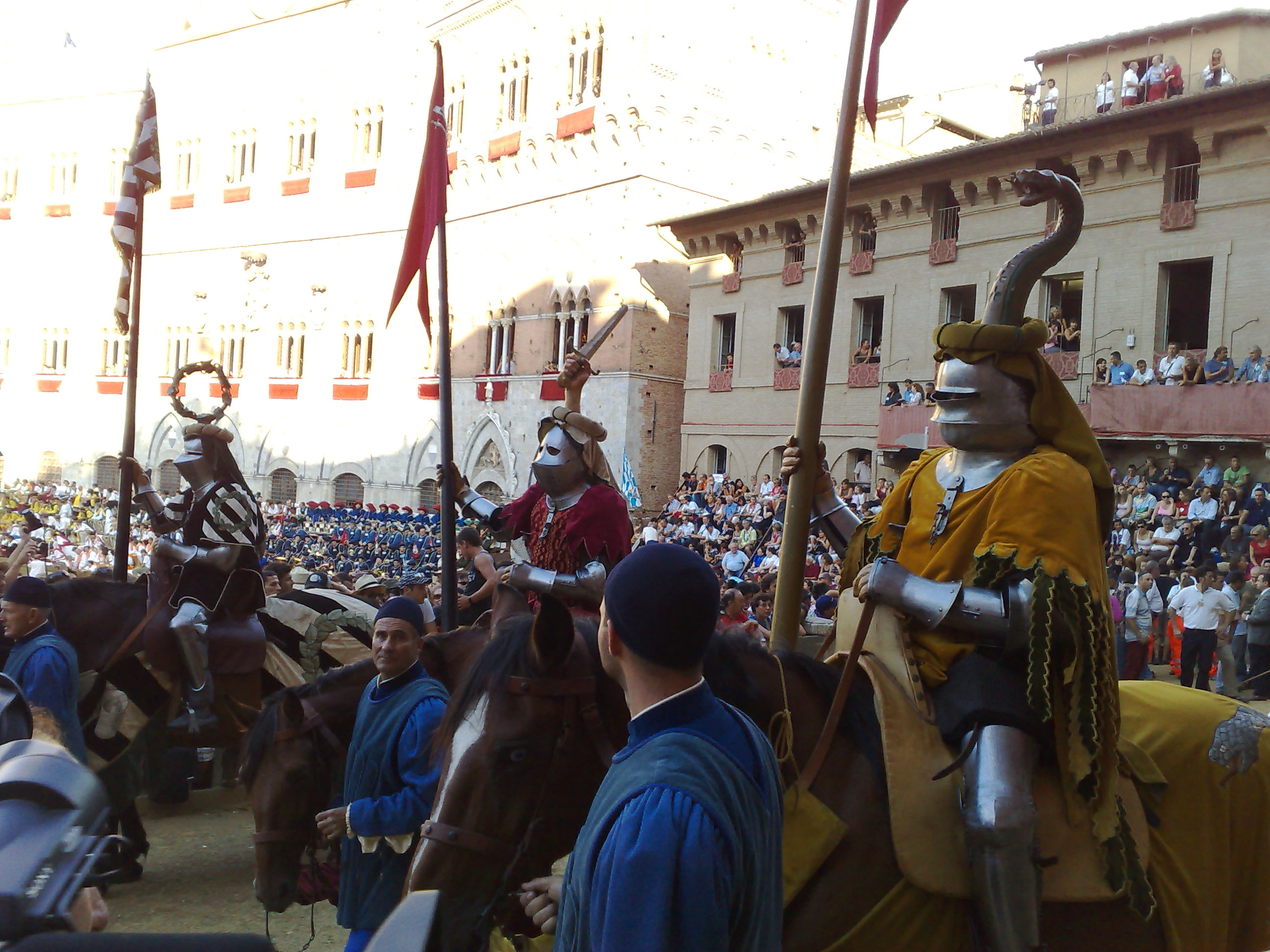
Los representantes de Roble, Spadaforte y Víbora en el Corteo Storico

La abolición de seis contradas siempre ha sido rodeada de incertidumbre. Tradicionalmente se relaciona con desórdenes en el Palio de 1675: según algunos porque Spadaforte (con ayuda de otras cinco contradas), a pesar de la victoria de Lupa, reclamó la victoria para ella; según otros a Spadaforte se le prohibió jugar en el Palio, pero no hay evidencias que lo confirmen.
Las seis contradas fueron finalmente abolidas por el edicto emitido por Violante Beatrice de Baviera (conocido como Violante de Baviera) en 1729, el cual marcó la nueva división de contradas, todavía válida. Las seis contradas desaparecidas fueron incorporadas a otras;
- Gallo, incorporado a Civetta, Oca, y Selva.
- Leone, incorporado a Istrice.
- Orso, incorporado a Civetta.
- Quercia, incorporado a Chiocciola.
- Spadaforte, incorporado a Leocorno y Torre.
- Vipera, incorporado a Torre.

Actualmente se conmemora a las contradas abolidas en el desfile que precede al Palio con seis jinetes con sus cascos incorporados en el noveno grupo en el desfile histórico del Corteo Storico.

## Contradas de Siena

### Aquila (Águila)
Aquila está situada al suroeste de la Piazza del Campo, en el centro de la ciudad, y en ella se encuentra el duomo (catedral). Tradicionalmente, sus residentes eran notarios.
Su última victoria fue el 3 de julio de 1992 (Andrea de Gortes) y han tenido 24 victorias oficiales.
Su símbolo es un águila negra de dos cabezas que aguanta un orbe, una espada y un cetro. Sus colores son amarillos, combinados con azules y negros.
Aquila es una de las cuatro contradas nobile (nobles) ; su título fue otorgado por los Habsburgo, en honor a la cálida recepción de la ciudad a la llegada de Carlos V en 1536.
Su patrona es La Vergine (Maria, la más Santa), su fiesta es celebrada el 8 de septiembre.
Sus aliados son Civetta (Búho) y Drago (Dragón).  Su rival es Pantera (Pantera).

### Bruco (Oruga)
Bruco está situada al norte de la Piazza del Campo. Tradicionalmente, sus residentes trabajaron en el comercio de la seda.
Su última victoria fue el 16 de agosto de 2008.Oficialmente tiene 37 victorias.
Su símbolo es una oruga coronada sobre una rosa. Sus colores son verdes y amarillos, combinados con azules.
Bruco es una de las cuatro contradas nobile (nobles) ; its se le otorgó el título en 1369 por la valentía de los habitantes al derrotar a Carlos IV, y se consolidó en 1371 cuando el pueblo sustituyó el Consejo de Siena por un Gobierno popular.
Su patrona es la Madonna  (Visitación de Santa María) y su fiesta se celebra el 2 de julio.
Su lema es "Come rivoluzion suona il mio nome" (Mi nombre suena a revolución).
Es aliada de Istrice, Nicchio y Torre y no tiene oficialmente rival, desde que acabó su rivalidad con su vecino Giraffa (jirafa) en 1996.

### Chiocciola (Caracol)
Chiocciola está situada en el del suroeste de la ciudad; tradicionalmente, sus residentes trabajaron como fabricantes de terracota. 
Su última victoria fue el 16 de agosto de 1999.
Su símbolo es un caracol combinando rojos, amarillos y azules.
Su lema es “Con pasos lentos y deliberados, el caracol deja el campo de batalla triunfante.” 
Los patrones del distrito son los apóstoles Pedro y Pablo con su fiesta el 29 de junio.
Su rival oficial es Tartuca(Tortuga).

### Civetta (Lechuza)

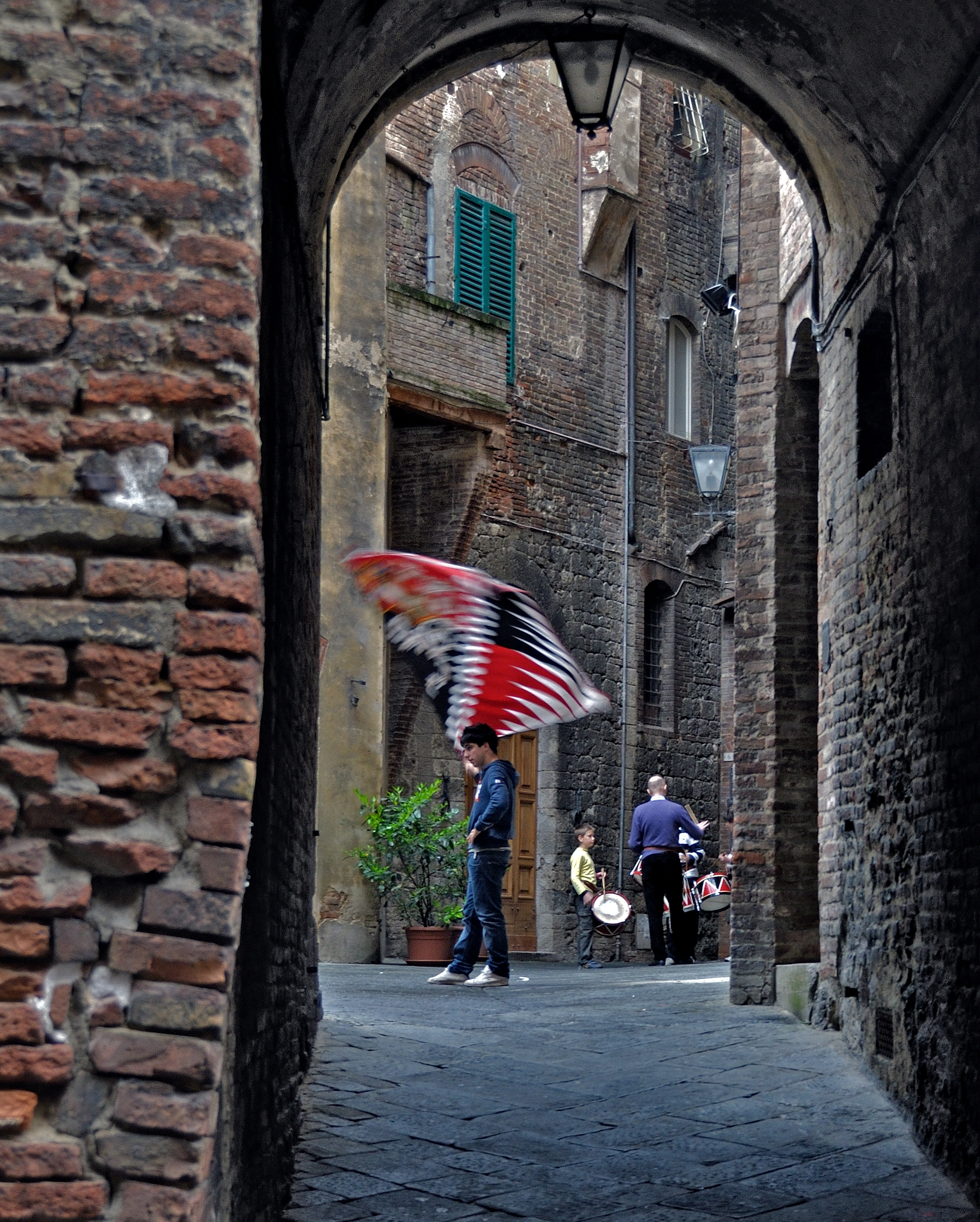
Ensayo al Palio en el patio del Castellare degli Ugurgieri

Civetta está situada inmediatamente al norte de la Piazza del Campo en el centro de la ciudad. Tradicionalmente, sus residentes eran zapateros .
Su símbolo es un búho coronada que está sentada en una rama. Sus colores son los rojos, negros y con rayas blancas. 
Su lema es: "Vedo nella Notte" ( Veo en la noche).
Durante años Civetta estuvo considerado la nonna (abuela) porque había ganado un palio durante 30 años.  Civetta ganó el Palio en agosto de 2009, perdiendo el nombre "nonna".

### Drago (Dragón)
Drago está situada al del noroeste de la Piazza del Campo. Tradicionalmente, sus residentes eran banqueros .
El símbolo de Drago es un dragón dorado volando que lleva un estandarte con la letra "u". Sus colores son los rojos y los verdes, combinados con amarillo.
Drago ganó el Palio por última vez el 2 de julio de 2022.

### Giraffa (Jirafa)
Giraffa es un área rica de la ciudad situó al del noreste de la Piazza del Campo. Tradicionalmente, sus residentes eran pintores .
Su símbolo es una jirafa dirigido por un moro, y una cinta aguantando el lema "Humbertus yo dedit" (Umberto lo dio"). Sus colores son blancos y rojos.
Giraffa tiene el título de contrada imperiale (contrada imperial). Fue otorgado por el rey Vittorio Emanuele III cuándo ganó el palio en 1936, el año en el que la carrera estuvo dedicada al imperio de Italia en África del este.
Giraffa ganó el Palio el 16 de agosto de 2011 por última vez.

### Istrice (Puercoespín)
Istrice ocupa el noroeste de Siena y contiene la iglesia de San Vincenzo e Anastasio, y la tumba de Pinturicchio.
Su símbolo es el puercoespín. Sus colores son rojos, blancos, azules y negros. Su rival es "Lupa" (Loba).
Su lema es: "Sol per difesa io pungo" ( Pincho solo por defensa propia).
Istrice tiene el título de contrada sovrana (contrada soberana). Fue otorgado a raíz de los cuarteles de la Orden Militar de Malta durante el siglo XIV.
Istrice ganó el Palio en julio de 2008 por última vez.

### Leocorno (Unicornio)
Leocorno está situada al este de la Piazza del Campo. Tradicionalmente, sus residentes eran orfebres.
Su símbolo es un unicornio rampante con el lema , "Humberti regio gratia" ("Un reino por la gracia de Umberto"). Sus colores son naranjas y blancos, rodeados con azules.
Leocorno ganó el Palio por última vez el 17 de agosto de 2022

### Lupa (Loba)
Lupa está situada al norte de la Piazza del Campo. Tradicionalmente, los residentes de Lupa eran panaderos.
Su símbolo es una loba con dos gemelos. Sus colores son negros y blancos, combinados con naranjas. Esta loba se refiere a la leyenda de que Siena fue fundada por Senius, el hijo de Remo quién, junto a su gemelo Rómulo, fueron criados por un lobo. Debido a este, Lupa  ciudad de hermana es Roma .

### Nicchio (Concha)

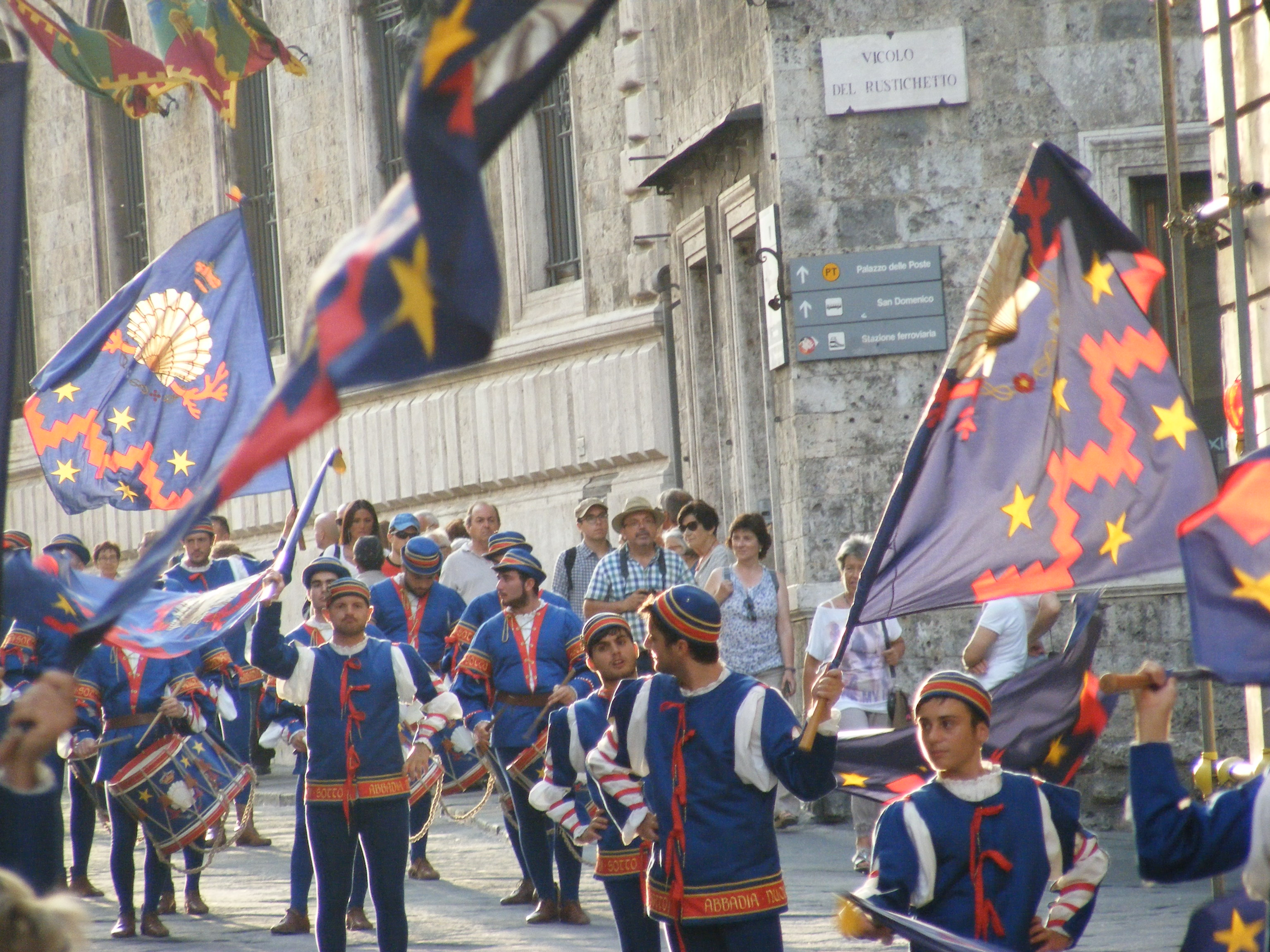
Desfile de Nicchio a través de la ciudad vieja de Siena

Nicchio está situada en la esquina oriental de la ciudad. Tradicionalmente, sus residentes trabajaron como alfareros.
Su símbolo es una concha de vieira flanqueada por dos ramas de coral. Sus colores son azules, con amarillos y rojos.
Nicchio es una de las cuatro contradas nobile (nobles) ;  ganó su título tras la valentía mostrada durante la Batalla de Montaperti contra Florencia en 1260, cuándo sus soldados dirigieron el ataque.

### Oca (Ganso)

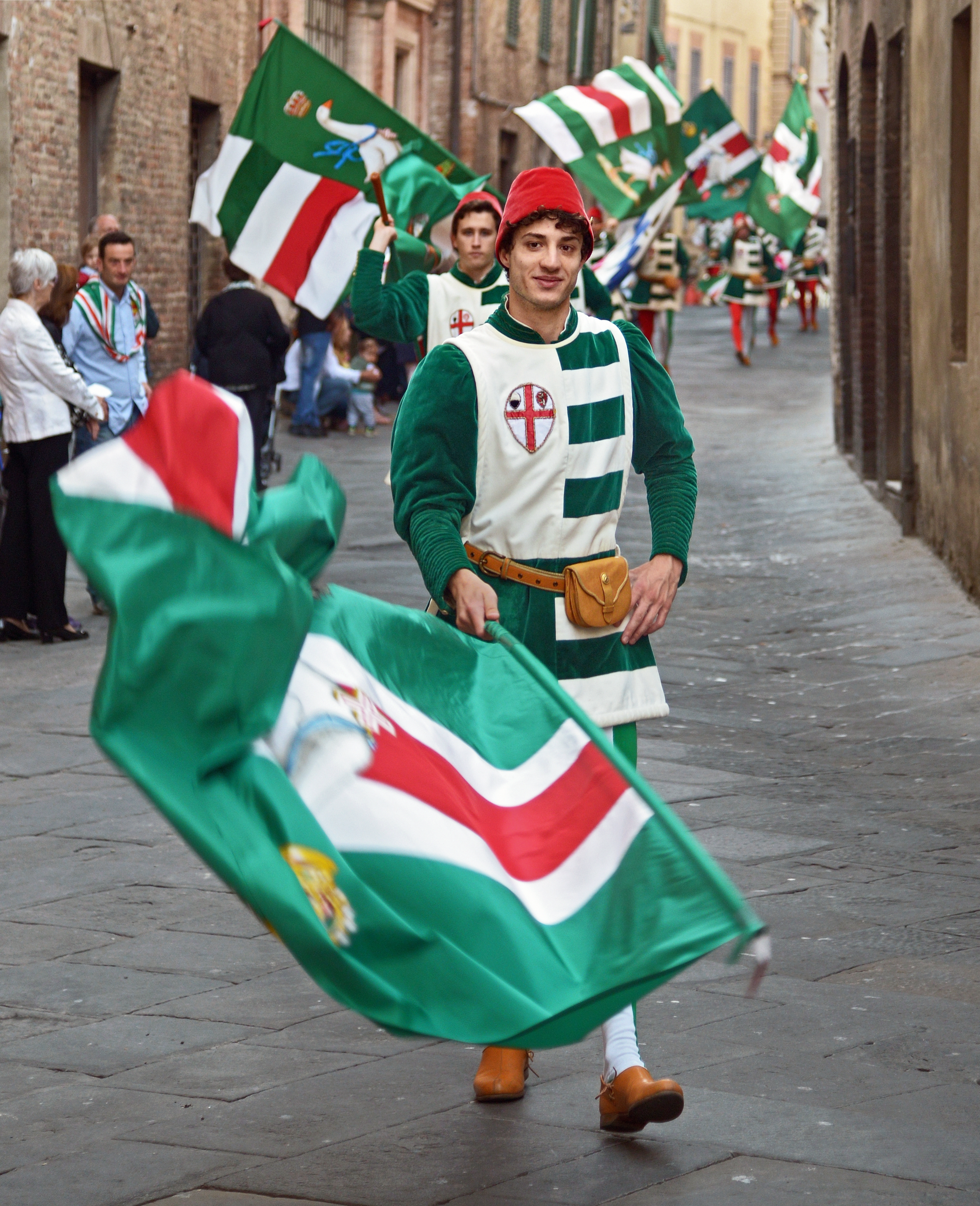
La procesión de la Noble Contrada Oca

Oca está situada justo al oeste de la Piazza del Campo. Tradicionalmente, sus residentes hicieron tintes.
Su símbolo es un ganso coronado que lleva alrededor de su cuello una cinta azul marcado con la cruz de Saboya. Sus colores son verdes y blancos, con rojos.
Oca es una de las cuatro contradas nobile (nobles);  ganó su título por la valentía de sus personas durante las batallas luchadas por la República Sienesa.
Su victoria más reciente fue el 16 de agosto de 2023.

### Onda (Ola)

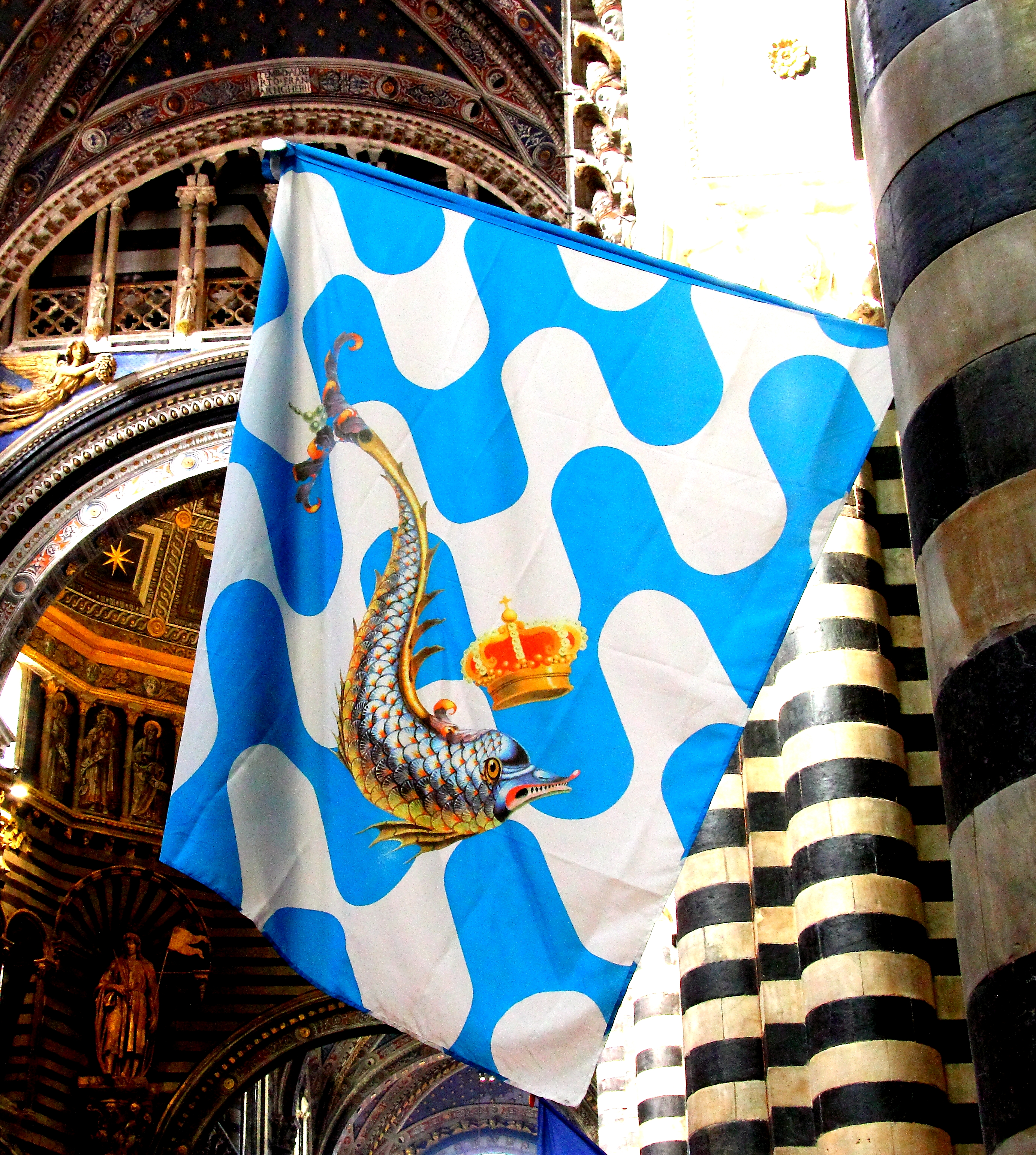
Bandera de Onda en la catedral de Siena.

Onda está situado al sur de la Piazza del Campo en el centro de la ciudad. Tradicionalmente, sus residentes eran carpinteros .
Su símbolo es un delfín . Sus colores son blancos y el azul celeste. Su lema es "Il colore del cielo e la forza del mare" (El color del cielo y la fuerza del mar) 
Onda tiene el título de contrada capitana (contrada capitana) porque antiguamente sus soldados hacían guardia en el Palazzo Pubblico.
Onda ganó el Palio por última vez el 4 de julio de 2024.

### Pantera (Pantera)
Pantera Está situado en el borde occidental de la ciudad. Tradicionalmente, sus residentes eran vendedores de verduras y farmacéuticos
Su símbolo es una pantera rampante. Sus colores son rojos, azules y blancos.

### Selva (Bosque)
Selva corre al oeste de la Piazza del Campo en el centro de la ciudad. Tradicionalmente, sus residentes eran tejedores , pero también tuvieron una buena reputación de ser excelentes arqueros.
Su símbolo es un rinoceronte bajo un roble, rodeado de herramientas de caza. Sus colores son verdes y naranjas, rodeados de blanco.
Ganó por última vez el Palio el 2 de julio de 2023.

### Tartuca (Tortuga)
Tartuca está situada en el sur de la ciudad. Tradicionalmente, sus residentes eran escultores .
Su símbolo es una tortuga con nudos y margaritas de Saboya. Sus colores son amarillos y azules oscuros.
Su rival es Chiocciola (caracol).
Ganó por última vez el Palio el 20 de octubre de 2018.

### Torre (Torre)
Torre está situada justo al sureste de la Piazza del Campo en el centro de la ciudad, y abarca la sinagoga de Siena y los barrios judíos. Tradicionalmente, sus residentes trabajaron con la lana.
Su símbolo es el elefante  (Su nombre original era Liofante o Lionfante) con una torre en su espalda. Sus colores son carmesíes, tachados con blancos y azules.
Sus rivales son Onda(Ola) y Oca(Ganso).

### Valdimontone (Valle del Carnero)

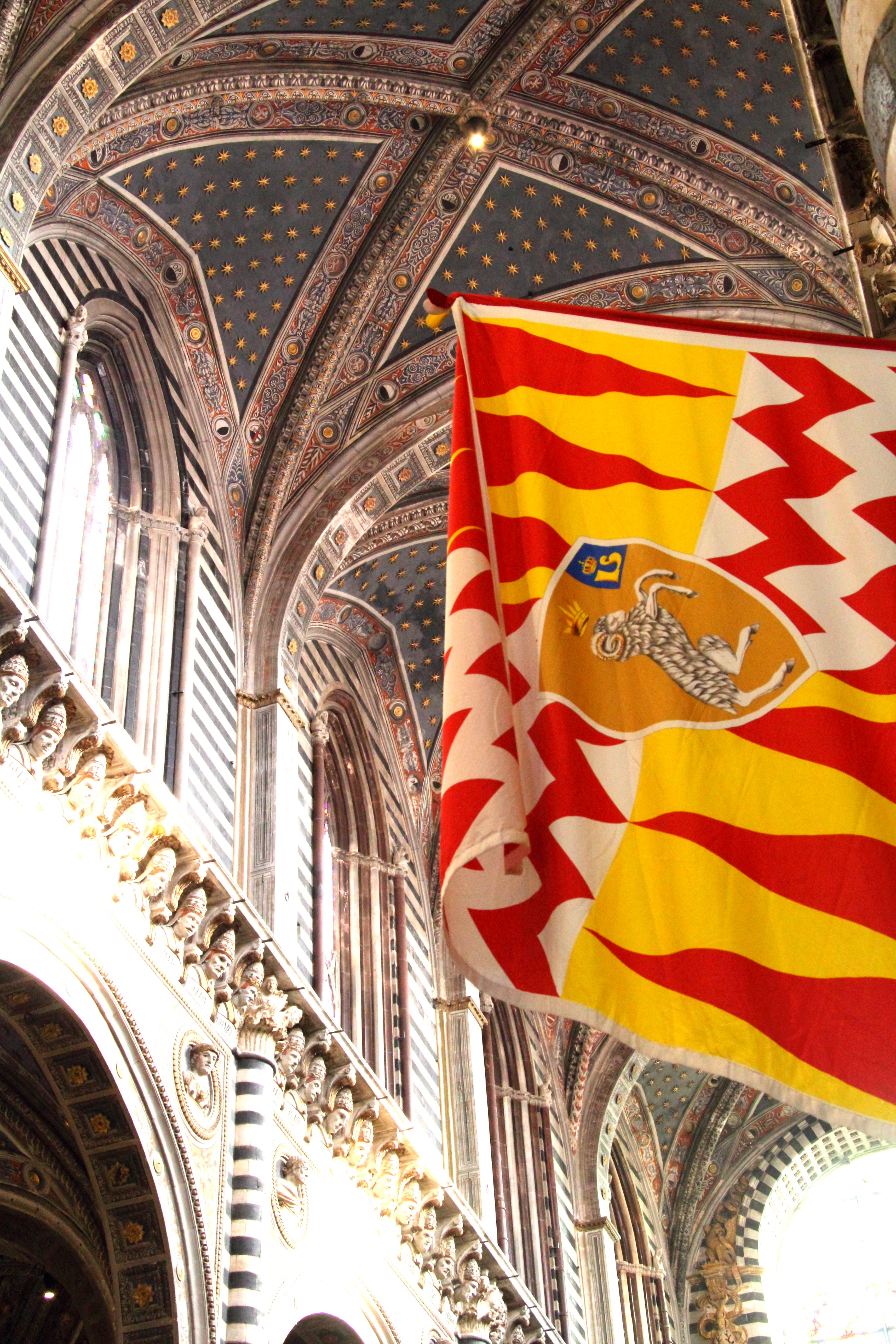
Bandera de Valdimontone colgando en la catedral de Siena.

Valdimontone está situada en el del sureste de la ciudad cercana de Porta Romana. Tradicionalmente, sus residentes eran sastres .
Su símbolo es un carnero coronado rampante, con un escudo azul con la letra "u" de Umberto. Sus colores son rojos y amarillos, con blancos.
Su aliado es Onda (Ola) y su rival es Nicchio (Concha), su vecino.
Ganó por última vez el Palio el 16 de agosto de 2012